# Belphegor (banda)
Para el demonio Belfegor, vea Belfegor.
Belphegor es una banda austríaca de black death metal formada en la ciudad de Salzburgo, en Austria. Su nombre se debe al demonio Belfegor (originalmente Baal-peor). La banda fue formada en 1991.

## Cronología
1993: Crean el demo en formato maxi CD, Bloodbath in Paradise, el cual circula de forma underground. 
1995: El primer álbum de estudio, The Last Supper, es lanzado en lethal Records. Siguiendo su propio camino de pecado y siempre promulgando su actitud contra la vida y contra la religión. El logo de Belphegor fue diseñado con dos cruces invertidas completamente bañadas en sangre, lo cual representa la muerte de las religiones y los màrtires. 
1997: Last Episode Records lanza a la venta Blutsabbath.
2000: La banda crea el álbum Necrodaemon Terrorsathan. 
2002: Belphegor celebra su décimo aniversario capturando una grabación de canciones en vivo las cuales tocaron aún más rápido de lo que las tocan en estudio, de nombre Infernal Live Orgasm (lanzado desde su propia disquera, Phallelujah Productions). 
2003: producido por Alex Krull en Mastersound Studios, Belphegor graba su veloz música en su disco de 9 pistas "Lucifer Incestus", y luego realizan un tour por Europa. 
2005: La banda opta por trabajar de nuevo con Krull en Mastersound para grabar Goatreich - Fleshcult de Napalm Records, para luego hacer una gira en Europa en el festival X mass. "Nos importa un puto bledo todo y nunca dejamos que nadie nos diga que hacer, lo único que importa es la música!"
2006: La banda firma con Nuclear Blast y lanza su anticipado álbum "Pestapokalypse VI. Belphegor comienza la parte 1 de "Pestapokalypse VI World Wide Campaign 2006–2008" en norteamérica con Danzig para la "Gira más negra de todas" (backest of the black tour) en noviembre. Luego la banda se prepara para la gira mundial para los próximos 2 años.
2007–: De febrero a marzo, la banda ha hecho gira en Norteamérica con Unleashed, Krisiun y Hatesphere, y tocaron en el festival al aire libre Wacken en agosto. Belphegor comienza a escribir para su nuevo material y se prepara para una nueva gira a principios de 2008. Y en este mismo año sale a la luz su obra definitiva, el aclamado álbum "Bondage Goat Zombie" un excelente conjunción de armonía, blast beat, y voces del infierno, siendo este su disco más exitoso hasta la fecha.

### Miembros actuales
- Helmuth - voz (desde 1993), guitarra (desde 1991)
- Morluch - guitarra (desde 2008)
- Serpenth - bajo, segunda voz en vivo (desde 2006)

| - Chris - batería (1991 - 1992) - Maxx - voz, bajo (1991 - 1992) - A-X - bajo (sesión, entre 1993 y 1996) - Man - batería (sesión, 1997, 2000) - Marius "Reverend Mausna" Klausner - bajo (1996 - 2002) - Torturer - batería (2002 - 2005) - Barth - bajo (2002 - 2006) - Robin Eaglestone - bajo (sesión, 2006) - Nefastus - batería (2005 - 2006) - Sigurd - guitarra (1991 - 2007) | Músicos de sesión Estudio Nefastus - batería (2009 - ) Torturer - batería (2007 - ) En vivo Blastphemer (Jan Benkwitz) - batería (desde 2006) Torturer - batería (desde 2007) Robert Kovacic - batería (2007) Tony Laureano - batería (2007) Lille Gruber - batería (2007) Anthony Paulini - guitarra (2008) |

## Discografía

### Demos
- Kruzifixion (1991)

### EP
- Bloodbath in Paradise (1993)
- Obscure and Deep (1994)

### Álbumes de estudio
- The Last Supper (1995)
- Blutsabbath (1997)
- Necrodaemon Terrorsathan (2000)
- Infernal Live Orgasm - Live (2002)
- Lucifer Incestus (2003)
- Goatreich-Fleshcult (2005)
- Pestapokalypse VI (2006)
- Bondage Goat Zombie (2008)
- Walpurgis Rites (2009)
- Blood Magick Necromance (2011)
- Conjuring the Dead (2014)
- Totenritual (2017)
- The Devils (2022)

### Videos
- "Vomit Upon the Cross" (2001)
- "Lucifer Incestus" (2004)
- "Bleeding Salvation" (2005)
- "Bluhtsturm Erotika" (2006)
- "Belphegor - Hell's Ambassador" (2006)
- "Bondage Goat Zombie" (2008)
- "Der Geistertreiber" (2009)
- "Impaled Upon The Tongue Of Satan" (2011)
- "Conjuring The Dead" (2014)
- "Baphomet" (2016)

- "Bleeding Salvation" (2005) at Napalm Records (WMV)

- Datos: Q589580
- Multimedia: Belphegor (band) / Q589580